# Indomptable (1789)
El Indomptable (del francés: Indomable) fue un navío de línea de 80 cañones de la clase Tonnant perteneciente a la Armada Francesa y en servicio activo a partir de 1791. Enfrentado a la Royal Navy desde 1794, fue seriamente dañado en la Batalla de Trafalgar naufragando cerca de Cádiz el 24 de octubre de 1805.

## Primeros servicios
El Indomptable fue diseñado por el ingeniero naval Jacques-Noël Sané y comenzado a construir en Brest en septiembre de 1788. Fue botado el 20 de diciembre de 1790 y finalizado en febrero de 1791. 
Su bautismo de fuego fue el 29 de mayo de 1794 contra los barcos ingleses HMS Barfleur y  HMS Orion durante la campaña del Glorioso primero de junio. Tras la batalla, el Indomptable quedó desarbolado y tuvo que ser remolcado a Brest por el Diadème.
En 1795 el Indomptable sirvió en el Mar Mediterráneo bajo las órdenes del almirante François Joseph Bouvet y tomó parte en el intento de desembarco en Irlanda planeado por el general Lazare Hoche. 
En 1801 fue enrolado para la campaña en Egipto, pero le resultó imposible romper el bloqueo inglés y finalmente permaneció en Tolón.
El Indomptable luchó en la Batalla de Algeciras en 1801 donde resultó seriamente dañado. En 1802 y 1803 sirvió en Tolón bajo el mando del almirante Latouche Tréville.
El 20 de enero de 1805, bajo las órdenes del almirante Villeneuve, el Indomptable junto a otros diez barcos de línea y ocho fragatas zarparon hacia el Caribe Francés. Cerca de Cádíz, a la flota se unió el barco francés Aigle y otros seis navíos españoles comandados por el vicealmirante  Federico Gravina. A su llegada al Caribe Villeneuve envió al barco francés Pluton y al Berwick a la conquista de Roca de Diamante, posición británica que se rindió el 2 de junio. Villeneuve para entonces ya había regresado a Europa pues le llegaron noticias de que Horatio Nelson había vuelto de las Indias Occidentales.
El 22 de julio de 1805 el Indomptable, en su viaje de regreso, divisó a una flota inglesa comandada por sir Robert Calder iniciándose la Batalla del Cabo Finisterre. Después de un violento intercambio de artillería, las flotas se separaron en la niebla y exhaustos tras la larga travesía y la batalla, la flota francesa ancló en Ferrol antes de partir hacia Cádiz donde descansaron y se avituallaron.

## Batalla de Trafalgar
Con su comandante duramente cuestionado, Villeneuve decide salir a la búsqueda de la flota británica para ganar una batalla decisiva. Villeneuve abandona Cádiz encontrándose con los barcos ingleses cerca del Cabo Trafalgar. 
El Indomptable, al inicio de la contienda el 21 de octubre de 1805, se situó en la línea española, entre el San Justo y el Santa Ana. Sotaventeados y mal posicionados, a su altura consiguieron romper la línea el HMS Royal Sovereign, barco insignia del vicealmirante Cuthbert Collingwood además del HMS Revenge, el HMS Dreadnought y el HMS Thunderer perdiendo su lugar en la línea y reagrupándose más tarde detrás del buque insignia Príncipe de Asturias Teniendo a los británicos a sotavento y fuera de alcance de sus cañones, el Indomptable volvió a la bahía de Cádiz.
Alrededor de las dos de la mañana del 22 de octubre, la tripulación escuchó voces de auxilio provenientes del barco francés Bucentaure el cual había chocado contra un rompiente cerca del fuerte de Santa Catalina. El bote del barco salió en su ayuda y se colocó al lado del Bucentaure cuya tripulación pedía un ancla y amarres para asegurar el navío. Esto se hizo imposible pues el Bucentaure se adentraba cada vez más en las rocas y comenzó a hundirse. Fue entonces cuando el bote comenzó a embarcar a los marineros del Bucentaure para llevarlos al Indomptable. Los trabajos de rescate continuaron hasta media tarde del 23 de octubre, hora en la que el Bucentaure se sumergió por completo.

## Naufragio
La noche siguiente, una tormenta rompió la cadena del ancla del Indomptable siendo arrastrado hasta las rocas de la costa de Cádiz donde naufragó. Estimaciones actuales calculan entre 1000 y 1400 las personas que se encontraban a bordo en el momento del naufragio incluyendo los 500 marineros rescatados del Bucentaure. Solamente sobrevivieron alrededor de 150 hombres incluyendo dos de los 24 oficiales de a bordo.